# 苹果公司的审查
苹果公司的审查是指苹果公司为了遵守苹果公司的政策、法律要求或各种政府审查法律而对其服务（如iTunes Store和App Store）的内容或信息的传播进行的删除、省略或阻断。

## 中国大陆

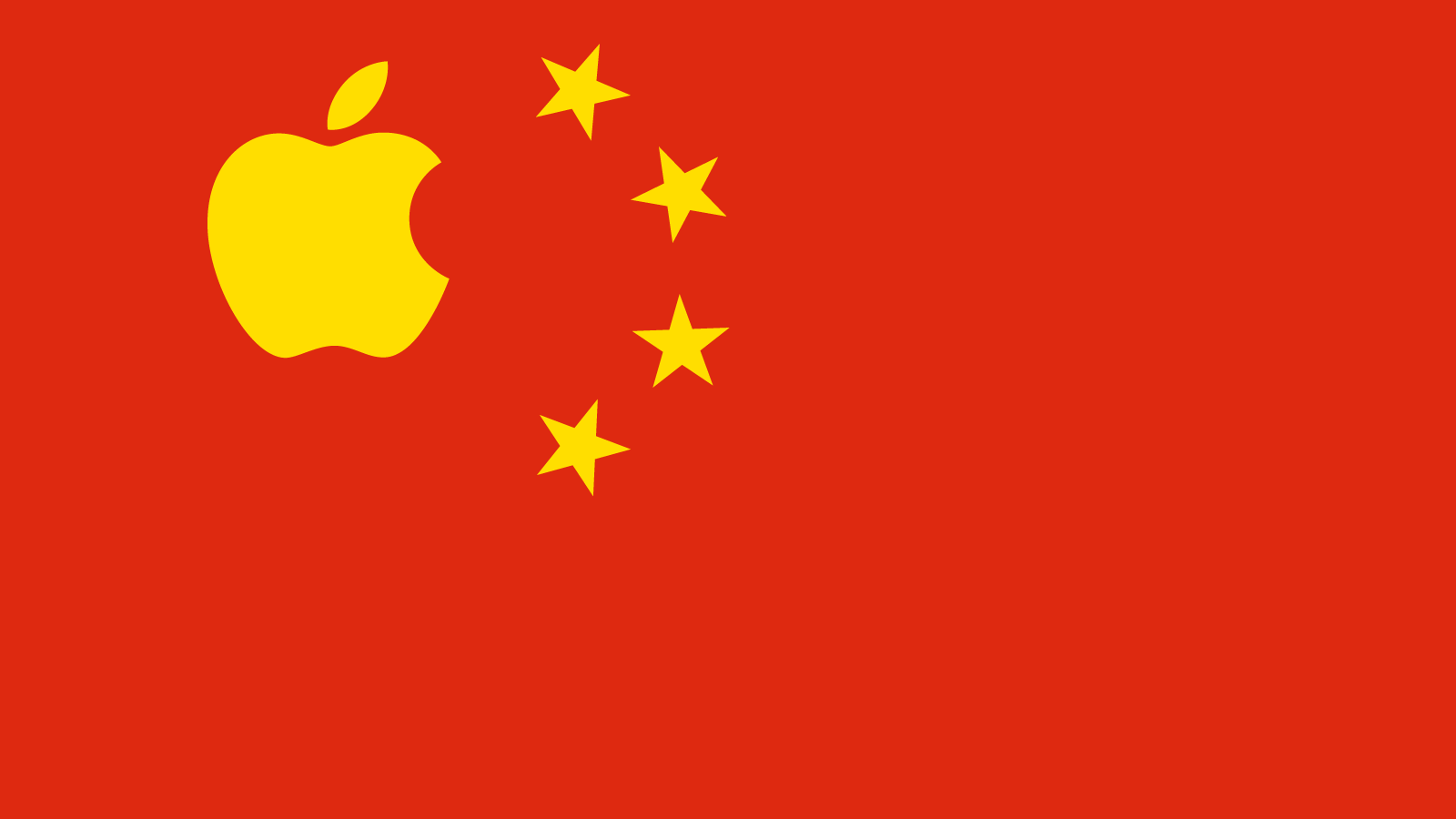
TechCrunch制作的五星旗

### 中华民国国旗
2018年，苹果限制了中華民國國旗的emoji在中国大陆的设备上显示和发送，而该审查程序却存在缺陷，导致设备在发送该旗帜时宕机。苹果之后还在反修例运动期间限制了香港和澳门的设备发送和查看该旗帜。

### 云上贵州
2018年，苹果公司将中国大陆区iCloud用户数据以及解密密钥转移到中国大陆政府拥有的“云上贵州大数据产业发展有限公司”的服务器上。中国大陆客户数据的所有权也被转让给了这家公司。苹果公司仍声称自己仍掌控数据安全。

### 其他应用
2020年8月，苹果从中国大陆AppStore下架了数万款无版号游戏。
2021年10月，苹果下架了部分圣经和古兰经应用。
2022年11月，苹果下架了TaiwanPlus应用。
2023年8月，苹果下架了数百款人工智能应用。10月，有评论指出，为遵循网信办发布的《移动互联网应用程序信息服务管理规定》，苹果有可能下架所有无法备案的西方应用程序。

### 镌刻服务
用户可以自定义要在其所购买的苹果设备上镌刻的文字，而该服务也存在审查。在中国大陆，苹果加入了对政治敏感词汇的审查，如“8964”、“新闻自由”和“人权”，这些审查甚至在台湾也存在。后来苹果取消了在台湾的限制，在香港照旧。对此，苹果首席隐私官霍瓦斯（Jane Horvath）回应：镌刻服务不允许“粗俗或文化不敏感可能被解释为煽动暴力，或根据当地法律、法规及条例被视为非法”的用语。

## 其他地区

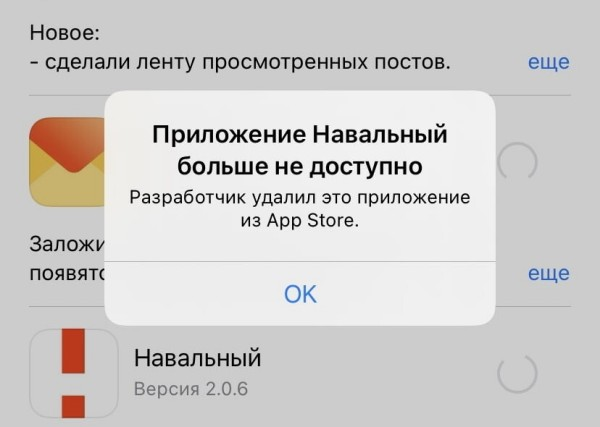
納瓦爾尼的投票应用被移除

苹果公司于2021年9月从其App Store中下架了一款由俄罗斯反对派开发的智能投票应用。该应用原本旨在帮助选民投票支持最有可能击败统一俄罗斯党候选人的阿列克謝·納瓦爾尼。截至11月，苹果公司仍未重新开放此应用的访问权限。在该地区的App Store中，有超过25个LGBTQ+应用和30个VPN应用不可用。
2022年11月，有超过50个VPN应用在香港区App Store不可用。HKmap.live、佔領中環投票应用PopVote和連儂牆应用LennonWallHK分别于2019、2020和2021年被下架。另外，连登应用曾被短暂下架。

## VPN应用
2017年，苹果公司从中国App Store下架了数百款VPN应用，这些应用可以绕过中国大陆的网络审查，访问被防火长城封锁的内容。尽管没有引用任何条文，苹果CEO蒂姆·库克表示，他只是在遵循中国法律。
类似的事情也发生在俄罗斯，2024年下半年苹果从俄罗斯App Store下架了至少60款VPN应用。

## 隔空投送的限制
2022年10月，在北京四通桥抗议之后，一些民众使用苹果设备的隔空投送传播和分享信息，对此有中国大陆高校下令学生关闭该功能。苹果随即发布软件更新，限制隔空投送功能，将可以随时接收文件的“允许所有人”选项修改为“允许所有人（10分钟）”，从而阻断传播管道。12月7日，苹果推出iOS 16.2 RC版本后，此限制功能在全球上线。

## 回应
对于一些非政府组织及投资者的指责，该公司曾在2020年发表一份声明，称其尊重人权和言论自由。2022年12月，有中国大陆留学生前往美国苹果公司总部绝食抗议，提出四项诉求，包括恢复隔空投送、停止应用程序审查等。抗议持续了7天，然而苹果公司没有回应。几天后，“苹果审查”项目总监伊斯梅尔表示他们曾联系苹果公司，请求针对审查问题作出回应，但是从未得到回复。

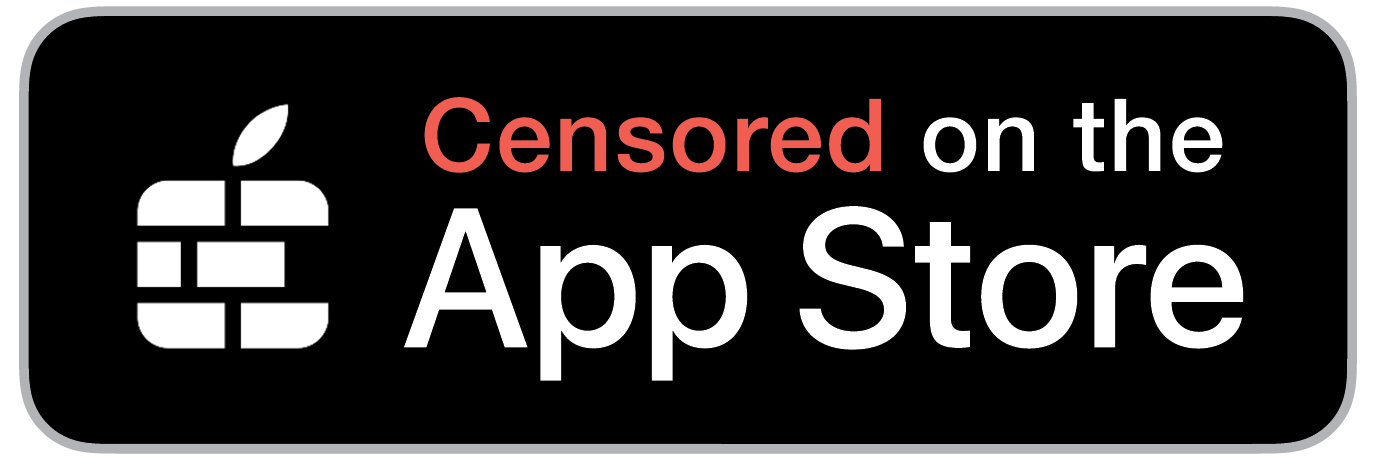
“苹果审查”制作的“在App Store被审查”徽标